# 北黑文 (康乃狄克州)
北黑文（英語：North Haven）是一個位於美國康乃狄克州新哈芬縣的城鎮。

## 地理
北黑文的座標為41°22′54″N 72°51′30″W / 41.38167°N 72.85833°W，而該地的平均海拔高度為20米（即66英尺）。

## 人口
根據2010年美國人口普查的數據，北黑文的面積為54.60平方千米，當中陸地面積為53.80平方千米，而水域面積為0.80平方千米。當地共有人口24093人，而人口密度為每平方千米441.26人。